# Inditex
Industria de Diseño Textil, S.A. (Inditex; /ˌɪndɪˈtɛks/, tiếng Tây Ban Nha: [indiˈteks]; Textile Design Industry) là công ty sản xuất quần áo đa quốc gia có trụ sở tại thành phố Arteixo, A Coruña trong vùng Galicia ở Tây Ban Nha.
Inditex là tập đoàn thời trang lớn nhất thế giới với hệ thống 7,200 cửa hàng ở 93 quốc gia và vùng lãnh thổ. Thương hiệu chính của tập đoàn là Zara, bên cạnh các nhãn hàng Zara Home, Massimo Dutti, Bershka, Oysho, Pull and Bear, Stradivarius, và Uterqüe. Hầu hết các cửa hàng của Inditex thuộc quyền sở hữu trực tiếp của tập đoàn. Ở vài quốc gia không cho phép sở hữu ngoại quốc thì các cửa hàng được mở theo hình thức nhượng quyền.
Các công ty của Inditex có một chiến lược kinh doanh độc đáo: thay vì sản xuất một sản phẩm với số lượng lớn, mỗi mùa họ đưa ra rất nhiều mẫu mã đa dạng với số lượng hạn chế, sau đó điều chỉnh sản xuất dựa trên phản hồi của khách hàng. Nhờ vậy, các cửa hàng của Inditex có sản phẩm mới gần như hằng tuần. Họ không cần lo lắng nếu một sản phẩm không được yêu thích, trong khi các mặt hàng bán chạy dễ dàng được cập nhật thêm số lượng. Các mẫu mã của Zara chỉ mất 15 ngày để đi từ khâu phác thảo, sản xuất rồi bày bán. 60% khâu sản xuất được thực hiện ngay tại địa phương giúp tiết kiệm đáng kể thời gian.

## Lịch sử

### Thành lập
Amancio Ortega bước vào ngành công nghiệp may mặc vào những năm 1960 khi ông làm việc trong một xưởng may áo sơ mi ở A Coruña, Tây Ban Nha. Ông bắt đầu tự thiết kế các mẫu áo của riêng mình trong khi vợ ông, bà Rosalia Mera, may chúng ngay tại nhà họ. Ít lâu sau, Ortega đã tiết kiệm đủ tiền để mở một nhà máy nhỏ để sản xuất và bán các sản phẩm của mình cho nhiều khách hàng khác nhau.
Năm 1975, vợ chồng Ortega mở cửa hàng bán lẻ đầu tiên, Zara, tập trung vào quần áo thời trang giá rẻ. Năm sau, Zara được cổ phần hóa và mở thêm nhiều cửa hàng cũng như cơ sở sản xuất trên khắp Tây Ban Nha. Ortega cũng bắt đầu nhận thấy tầm quan trọng của tin học, nên đã thuê một giáo sư tên José María Castellano để giúp nâng cao năng lực số hóa của công ty.

### 1980–2000
Vào thập niên 80, công ty bắt đầu áp dụng phương pháp mới giúp rút ngắn đáng kể thời gian thiết kế, sản xuất, và phân phối sản phẩm. Hệ thống này được phát triển bởi Castellano, người đã vươn lên nắm quyền CEO công ty vào năm 1984. Năm 1985, Inditex được thành lập và sở hữu thương hiệu Zara.. Từ năm 1988, công ty mở cửa hàng ngoại quốc đầu tiên của mình ở Bồ Đào Nha, rồi một năm sau là ở Hoa Kỳ và Pháp, đánh dấu kỷ nguyên vươn ra tầm quốc tế. Năm 1991, Inditex sáng lập thương hiệu Pull and Bear, tập trung sản xuất thời trang nam giới. Cùng năm, công ty cũng mua lại 65% cổ phần của chuỗi cửa hàng hạng sang dành cho nam Massimo Dutti. Năm 1993, nhãn hàng Lefties mở cửa, chủ yếu để bán các sản phẩm tồn kho của Zara với giá siêu rẻ. Năm 1995, Inditex mua đứt Massimo Dutti và bắt đầu bán cả thời trang nữ với thương hiệu này. Năm 1998, Inditex ra mắt thương hiệu Bershka dành cho giới thanh niên thành thị. Thương hiệu Stradivarius ra mắt năm 1999 thì hướng đến các cô gái trẻ.

### 2001–hiện nay
Inditex có đợt phát hành cổ phiếu ra công chúng đầu tiên năm 2001 trên sàn giao dịch chứng khoán Madrid. Đợt IPO này đã bán 26% cổ phần của công ty, giúp định giá Inditex ở mức 9 tỷ Euro. Cùng năm, Inditex giới thiệu thương hiệu đồ lót nữ Oysho.
Năm 2003, Inditex ra mắt nhãn hàng đồ nội thất Zara Home. Năm 2004, bằng việc mở cửa hàng thứ 2,000 ở Hong Kong, Inditex đánh dấu sự hiện diện của mình ở 56 quốc gia.
Năm 2005, để mở đường cho sự phát triển của tập đoàn, Jose Maria Castellano từ chức CEO và được thay thế bởi Pablo Isla. Thương hiệu Uterque chuyên sản xuất phụ kiện cho phái nữ được ra mắt vào mùa hè năm 2008. Cùng năm, Inditex mở cửa hàng thứ 4,000 ở Tokyo, tăng gấp đôi số cửa hàng của mình chỉ trong vòng bốn năm. Năm 2011, nhà sáng lập và cổ đông lớn nhất của Inditex là ông Ortega từ chức chủ tịch tập đoàn, nhường toàn bộ quyền hành lại cho CEO Pablo Isla. Inditex cũng mở cửa hàng đầu tiên ở Úc, xác lập sự có mặt của mình ở cả năm châu lục.
Sau sự kiện sập nhà máy Savar năm 2013, Inditex là một trong 38 công ty ký vào bản thỏa thuận về an toàn nhà xưởng ở Bangladesh.

## Chiến lược quảng bá
Inditex không đổ nhiều tiền vào quảng cáo. Thay vào đó, công ty tập trung vốn vào việc mở nhiều cửa hàng ở các địa điểm quan trọng nhằm thu hút sự chú ý của khách hàng. Công ty cũng chi tiền cho các ngôi sao để họ mặc quần áo từ thương hiệu của hãng.

## Thương hiệu
Inditex sở hữu nhiều thương hiệu dành cho các đối tượng khách hàng khác nhau.
| Thương hiệu   | Số lượng cửa hàng | Năm thành lập  | Đối tượng                                      |
| ------------- | ----------------- | -------------- | ---------------------------------------------- |
| Zara          | 2,232             | 1975           | Thời trang nam nữ và trẻ em                    |
| Pull and Bear | 982               | 1991           | Thời trang thoải mái và năng động cho giới trẻ |
| Massimo Dutti | 769               | 1991 (mua lại) | Thời trang và phụ kiện hạng sang               |
| Bershka       | 1,096             | 1998           | Thời trang hiện đại cho giới trẻ thành thị     |
| Stradivarius  | 1,015             | 1999 (mua lại) | Quần áo, phụ kiện cho phái nữ                  |
| Oysho         | 646               | 2001           | Nội y, đồ bơi, phụ kiện cho phái nữ            |
| Zara Home     | 563               | 2003           | Đồ nội thất và trang trí nhà cửa               |
| Uterqüe       | 82                | 2008           | Thời trang giá rẻ                              |

Các thương hiệu của Inditex
- Cửa hàng Zara ở Brussels (Bỉ)Cửa hàng Zara ở Brussels (Bỉ)
- Cửa hàng Pull&Bear ở Thượng Hải (Trung Quốc)Cửa hàng Pull&Bear ở Thượng Hải (Trung Quốc)
- Cửa hàng Massimo Dutti ở Paris (Pháp)Cửa hàng Massimo Dutti ở Paris (Pháp)
- Cửa hàng Bershka ở Đài LoanCửa hàng Bershka ở Đài Loan
- Cửa hàng Stradivarius ở Hy LạpCửa hàng Stradivarius ở Hy Lạp
- Cửa hàng Oysho ở Stockholm (Thụy Điển)Cửa hàng Oysho ở Stockholm (Thụy Điển)
- Cửa hàng Uterqüe ở Valladolid (Tây Ban Nha)Cửa hàng Uterqüe ở Valladolid (Tây Ban Nha)